# Pierre Dress
Pierre Dress, död december 1646, var en svensk brukspatron av vallonskt ursprung. Han var bror till Andry Dress.
Pierre Dress torde ha kommit till Sverige tillsammans med sin bror, och förvaltade 1624–1627 Åkers styckebruk tillsammans med denne och gick senare i Andry Dress tjänst, bland annat som förvaltare på Kvarnbacka bruk. 1633 köpte han en gård i Linde socken och 1636 gården Vedevåg med tillhörande hytta. 1638 lät han uppföra en hammare där, och blev 1642 ensam ägare av bruket. Pierre Dress var även 1643 en av de första tomtägarna i den 1643 grundade staden Lindesberg.